# The rise and fall of the third stream
The rise and fall of the third stream is een studioalbum van Joe Zawinul. Het werd opgenomen op 16 oktober (Olmsted Studios, track 1), 21 oktober (Atlantic Studios, tracks 2-4)en 12 december 1967 (RCA Studio, tracks 5-7); alle geluidsstudio's waren gevestigd in New York. 

## Inleiding
De stroming van de muziek werd gevangen onder de term third stream, een mengeling van klassieke muziek en jazz. De schijnbare tegenstelling tussen voorgenoteerde muziek (klassiek) en improvisatie (jazz) werd opgeheven. Dit noopte het platenlabel Vortex Records een uitvoerige bijlage bij het album te verzorgen, waarbij de term uitlegt. Het vergde tevens een uitgebreide samenwerking tussen “klassiek componist” William S. Fisher en "jazzpianist" Joe Zawinul. Overigens ontstond hun samenwerking ook in steden, die beide stromingen vertegenwoordigen: Wenen en New Orleans. Zawinul en Fisher hadden elkaar ontmoet in New Orleans, maar tot samenwerking kwam het niet. Dat gebeurde wel in Wenen, alwaar beiden verbleven. Fisher had een staatsopdracht ontvangen voor een opera, Zawinul was jurylid van een jazzfestival. Samen zaten ze bovendien in het Eurojazz-orkest van Friedrich Gulda. De derde ontmoeting vond plaats in New York; na drie maanden had de samenwerking voldoende muziek opgeleverd om een muziekalbum op te nemen. Zawinul moest daarbij vooral van blad lezen in de door Fisher gehanteerde grafische nootnotering. Zo werd de lengte van de noten aangegeven in het aantal seconden. Fisher werd gedwongen in het jazzidioom te componeren.

## Musici
- Joe Zawinul – piano, elektrische piano
- William S. Fisher – tenorsaxofoon
- Jimmy Owens – trompet
- Alfred Brown, Selwart Clarke, Theodore Israel – altviool
- Kermit Moore – cello
- Richard Davis – contrabas
- Roy McCurdy, Freddie Waits – drumstel
- Warren Smith – percussie

## Muziek
| Nr. | Titel                                           | Duur |
| --- | ----------------------------------------------- | ---- |
| 1.  | Baptismal (William Fisher)                      | 7:37 |
| 2.  | The soul of a village (part 1) (William Fisher) | 2:13 |
| 3.  | The soul of a village (part 2) (William Fisher) | 4;12 |
| 4.  | The fifth canto (William Fisher)                | 6:55 |
| 5.  | From Vienna, with love (Friedrich Gulda)        | 4:27 |
| 6.  | Lord, Lord, Lord (William Fisher)               | 3:55 |
| 7.  | A concerto, retitled (William Fisher)           | 5:30 |

Rhino Records perste in 1994 het album samen met Money in the pocket op één compact disc.